# Joanna Mleczko
Joanna Mleczko (ur. w 1969 w Zabrzu) – polska bułgarystka i językoznawczyni, wykładowca i profesor uczelni w Instytucie Językoznawstwa Uniwersytetu Śląskiego w Katowicach.

## Życiorys
Jest absolwentką filologii słowiańskiej na Uniwersytecie Jagiellońskim, którą ukończyła w 1993 roku. Obroniła w 2000 r. pracę doktorską Słowo a obrzęd. Z południowosłowiańskich obrzędów cyklu wiosennego – na podstawie bułgarskiego obrzędu łazarskiego, napisaną pod kierunkiem dra hab. Krzysztofa Wrocławskiego. W latach 2015–2017 była lektorem języka polskiego na Uniwersytecie Płowdiwskim im. Paisjusza Chilendarskiego. W 2019 r. habilitowała się na podstawie rozprawy Tradycyjny bułgarski obrzęd weselny - studium etnolingwistyczne.

## Wybrane publikacje

### Książki
- Mleczko, J: Tradycyjny bułgarski obrzęd weselny. Studium etnolingwistyczne. Katowice, Wydawnictwo Uniwersytetu Śląskiego, 2018, ss. 392.
- Mleczko, J: Bułgarskie pieśni łazarskie. Próba systematyzacji pieśni obrzędowych. Katowice, Wydawnictwo Uniwersytetu Śląskiego, 2007, ss. 144.

### Rozdziały i artykuły
- Mleczko, J: Opozycja słodkie – kwaśne w tradycyjnym bułgarskim obrzędzie weselnym. W: Małe przyjemności: katalog słowiański. Red. E. Solak, B. Popiołek, B. Todorović. Kraków, Wydawnictwo „scriptum”, 2016, s. 411-423.
- Mleczko, J:Opozycja stare – młode, stare – nowe w bułgarskiej obrzędowości związanej z Babą Martą. W: Bałkański folklor jako kod interkulturowy II. Red. V. Petreska, J. Rękas. Skopje – Poznań, Instytut Folkloru im. Marka Cepenkova w Skopiu, Instytut Filologii Słowiańskiej Uniwersytetu im. A. Mickiewicza w Poznaniu, 2015, s. 191-203.
- Mleczko, J: Nazwy własne w pieśniach obrzędowych. В: Състояние и проблеми на българската ономастика. Актуални проблеми на ономастика. Ред. М. Ангелова-Атанасова. Т. 12. Велико Търново, Университетско издателство „Св. св. Кирил и Методий”, 2012, s. 379-393.
- Mleczko, J:Przestrzeń w bułgarskim obrzędzie łazaruwane. W: Cywilizacja – przestrzeń – tekst. Słowiańska topografia kulturowa w języku i literaturze. Red. L. Miodyński. Katowice, Wydawnictwo Uniwersytetu Śląskiego, 2005, s. 207-220.
- Mleczko, J: Z rozwoju słowotwórstwa nazw osób w bułgarskim języku literackim. W: Z małą ojczyzną w sercu. Księga pamiątkowa dedykowana Profesorowi Tadeuszowi Zdancewiczowi. Red. M. Walczak-Mikołajczykowa, B. Zieliński. Poznań, Wydawnictwo Naukowe UAM, 2005, s. 399-414.